# 小栗孝則
小栗 孝則（おぐり たかのり、1902年3月22日 - 1976年）は、日本のドイツ文学者、詩人、翻訳家。

## 略歴
東京生まれ。海軍大将の小栗孝三郎の長男。父親の母方の親戚に戸田城聖がいる。
東京府立第一中学校を経て東京外国語学校ドイツ語科中退。1937年の『新編シラー詩抄』のうちの「人質」をネタとして太宰治が「走れメロス」を書いた。

## 翻訳
- 『ゲーテ以後 訳詩集 第1輯』（河発行所） 1929年
- 『シラー詩集』（改造文庫） 1930年
- 『この人を見よ』（フリードリヒ・ニイチェ、改造文庫） 1936年
- 『新編 シラー詩抄』（改造文庫） 1937年
- 『ハイネ選集 第1 抒情詩集』解放社 1947年
- 『瞑想詩集』（シラー、小石川書房） 1948年
- 『人間の美的教育について』（シラー、小石川書房） 1948年
  - 『人間の美的教育について』（法政大学出版局、叢書・ウニベルシタス） 2003年、新版 2011年、改版 2017年
- 『ゲーテ』（シュワイツェル、新教出版社） 1949年
  - 『永遠のゲーテ』（みすず書房） 1953年
- 『死せるマリア』（ハイネ、創元文庫） 1952年
- 『シニョーラ・フランチェスカ 続死せるマリア』（ハイネ、創元文庫） 1952年

## 参考
- 文藝年鑑